# Pająki Serbii
Pająki Serbii, araneofauna Serbii – ogół taksonów pajęczaków z rzędu pająków, których występowanie stwierdzono na terytorium Serbii.

## Infrarząd:ptaszniki(Mygalomorphae)

### Gryzielowate(Atypidae)
Z Serbii wykazano:
- Atypus affinis – gryziel zachodni
- Atypus muralis – gryziel stepowy
- Atypus piceus – gryziel tapetnik

## Infrarząd:pająki wyższe(Araneomorphae)

### Aksamitnikowate(Clubionidae)
Z Serbii wykazano:
- Clubiona brevipes
- Clubiona caerulescens
- Clubiona comta
- Clubiona corticalis
- Clubiona frutetorum
- Clubiona germanica
- Clubiona lutescens
- Clubiona marmorata
- Clubiona neglecta
- Clubiona pallidula
- Clubiona phragmitis
- Clubiona pseudoneglecta
- Clubiona rosserae
- Clubiona saxatilis
- Clubiona subsultans
- Clubiona terrestris
- Clubiona trivialis
- Porrhoclubiona genevensis

### Anapidae
Z Serbii wykazano:
- Comaroma simoni
- Zangherella relicta

### Ciemieńcowate(Dictynidae)
Z Serbii wykazano:
- Archaeodictyna ammophila
- Argenna patula
- Argenna subnigra
- Argyroneta aquatica
- Brigittea civica
- Brigittea latens
- Brigittea vicina
- Brommella falcigera
- Dictyna arundinacea
- Dictyna major
- Dictyna uncinata
- Emblyna brevidens
- Lathys heterophthalma
- Lathys humilis
- Lathys stigmatisata
- Nigma flavescens
- Nigma walckenaeri

### Czyhakowate(Segestriidae)
Z Serbii wykazano:
- Segestria bavarica
- Segestria florentina
- Segestria senoculata – czyhak sześciooki

### Darownikowate(Pisauridae)
Z Serbii wykazano:
- Dolomedes fimbriatus – bagnik przybrzeżny
- Dolomedes plantarius – bagnik nadwodny
- Pisaura mirabilis – darownik przedziwny

### Hahniidae
Z Serbii wykazano:
- Cicurina cicur
- Hahnia nava
- Hahnia ononidum
- Hahnia pusilla
- Iberina montana

### Koliściakowate(Uloboridae)
Z Serbii wykazano:
- Hyptiotes paradoxus
- Uloborus walckenaerius

### Komórczakowate(Dysderidae)
Z Serbii wykazano:

- Dasumia canestrinii
- Dasumia chyzeri
- Dysdera adriatica
- Dysdera crocata
- Dysdera dubrovninnii
- Dysdera granulata
- Dysdera hungarica
- Dysdera kollari
- Dysdera longirostris
- Dysdera microdonta
- Dysdera moravica
- Dysdera spinicrus
- Dysdera westringi
- Dysderocrates egregius
- Dysderocrates silvestris
- Dysderocrates storkani
- Harpactea complicata
- Harpactea hombergi
- Harpactea lepida
- Harpactea rubicunda
- Harpactea saeva
- Harpactea tenuiemboli
- Kaemis carnicus
- Parastalita stygia
- Stalagtia hercegovinensis

### Krzyżakowate(Araneidae)
Z Serbii wykazano:

- Aculepeira carbonaria
- Aculepeira ceropegia – kołosz wielobarwny
- Agalenatea redii – krzyżaczek ugorowy
- Araneus alsine – krzyżak pomarańczowy
- Araneus angulatus – krzyżak rogaty
- Araneus circe
- Araneus diadematus – krzyżak ogrodowy
- Araneus grossus
- Araneus marmoreus
- Araneus nordmanni
- Araneus quadratus – krzyżak łąkowy
- Araneus saevus
- Araneus sturmi
- Araneus triguttatus
- Araniella alpica
- Araniella cucurbitina – krzyżak zielony
- Araniella displicata
- Araniella inconspicua
- Araniella opisthographa
- Argiope bruennichi – tygrzyk paskowany
- Argiope lobata
- Cercidia prominens
- Cyclosa conica – kołosz stożkowaty
- Cyclosa oculata
- Gibbaranea bituberculata
- Gibbaranea gibbosa
- Gibbaranea omoeda
- Gibbaranea ullrichi
- Glyptogona sextuberculata
- Hypsosinga albovittata
- Hypsosinga heri
- Hypsosinga pygmaea
- Hypsosinga sanguinea
- Larinioides cornutus – krzyżak nadwodny
- Larinioides ixobolus
- Larinioides patagiatus
- Larinioides sclopetarius
- Larinioides suspicax
- Mangora acalypha
- Neoscona adianta
- Neoscona subfusca
- Nuctenea silvicultrix
- Nuctenea umbratica
- Singa hamata – rośliniowiec
- Singa lucina
- Singa nitidula
- Zilla diodia

### Kwadratnikowate(Tetragnathidae)
Z Serbii wykazano:
- Meta bourneti
- Meta menardi – sieciarz jaskiniowy
- Metellina mengei – czaik wiosenny
- Metellina merianae
- Metellina segmentata – czaik jesienny
- Pachygnatha clercki
- Pachygnatha degeeri
- Pachygnatha listeri
- Tetragnatha extensa – kwadratnik trzcinowy
- Tetragnatha intermedia
- Tetragnatha isidis
- Tetragnatha montana – kwadratnik długonogi
- Tetragnatha nigrita
- Tetragnatha obtusa
- Tetragnatha pinicola
- Tetragnatha striata

### Lenikowate(Zodariidae)
Z Serbii wykazano:
- Zodarion aculeatum
- Zodarion germanicum – lenik germański
- Zodarion graecum

### Motaczowate(Anyphaenidae)
Z Serbii wykazano:
- Anyphaena accentuata – motacz nadrzewny

### Nasosznikowate(Pholcidae)
Z Serbii wykazano:
- Holocnemus pluchei
- Hoplopholcus forskali
- Pholcus opilionoides
- Pholcus phalangioides
- Psilochorus simoni
- Spermophora senoculata

### Naśladownikowate(Mimetidae)
Z Serbii wykazano:
- Ero aphana
- Ero furcata
- Ero tuberculata

### Obniżowate(Liocranidae)
Z Serbii wykazano:
- Agroeca brunnea – knapiatek brązowy
- Agroeca cuprea
- Apostenus fuscus
- Liocranoeca striata
- Liocranum rupicola
- Sagana rutilans
- Sestakovaia annulipes

### Omatnikowate(Theridiidae)
Z Serbii wykazano:

- Anelosimus pulchellus
- Anelosimus vittatus
- Argyrodes argyrodes
- Asagena meridionalis
- Asagena phalerata
- Crustulina guttata
- Cryptachaea riparia
- Dipoena braccata
- Dipoena croatica
- Dipoena erythropus
- Dipoena melanogaster
- Enoplognatha afrodite
- Enoplognatha latimana
- Enoplognatha mordax
- Enoplognatha ovata
- Enoplognatha thoracica
- Episinus angulatus
- Episinus maculipes
- Episinus truncatus
- Euryopis flavomaculata
- Euryopis quinqueguttata
- Heterotheridion nigrovariegatum
- Kochiura aulica
- Lasaeola convexa
- Lasaeola prona
- Latrodectus tredecimguttatus
- Neottiura bimaculata
- Neottiura suaveolens
- Parasteatoda lunata
- Parasteatoda simulans
- Parasteatoda tepidariorum
- Pholcomma gibbum
- Phycosoma inornatum
- Phylloneta impressa
- Phylloneta sisyphia
- Platnickina tincta
- Robertus arundineti
- Robertus frivaldszkyi
- Robertus lividus
- Robertus mediterraneus
- Sardinidion blackwalli
- Simitidion simile
- Steatoda albomaculata
- Steatoda bipunctata
- Steatoda castanea
- Steatoda grossa
- Steatoda paykulliana
- Steatoda triangulosa
- Theridion familiare
- Theridion melanurum
- Theridion mystaceum
- Theridion pictum
- Theridion pinastri
- Theridion uhligi
- Theridion varians

### Osnuwikowate(Linyphiidae)
Z Serbii wykazano:

- Abacoproeces saltuum
- Acartauchenius scurrilis
- Agnyphantes expunctus
- Agyneta affinis
- Agyneta fuscipalpus
- Agyneta innotabilis
- Agyneta mollis
- Agyneta rurestris
- Agyneta simplicitarsis
- Anguliphantes angulipalpis
- Anguliphantes monticola
- Antrohyphantes sophianus
- Araeoncus crassiceps
- Araeoncus humilis
- Asthenargus bracianus
- Bathyphantes approximatus
- Bathyphantes gracilis
- Bathyphantes nigrinus
- Bolyphantes alticeps
- Bolyphantes kolosvaryi
- Canariphantes nanus
- Centromerita bicolor
- Centromerus acutidentatus
- Centromerus arcanus
- Centromerus brevipalpus
- Centromerus cavernarum
- Centromerus dacicus
- Centromerus incilium
- Centromerus lakatnikensis
- Centromerus obenbergeri
- Centromerus obscurus
- Centromerus pabulator
- Centromerus serbicus
- Centromerus serratus
- Centromerus silvicola
- Centromerus sylvaticus
- Ceratinella brevipes
- Ceratinella brevis
- Ceratinella major
- Ceratinella scabrosa
- Cinetata gradata
- Cnephalocotes obscurus
- Cresmatoneta mutinensis
- Crosbyarachne silvestris
- Dactylopisthes digiticeps
- Dicymbium nigrum
- Dicymbium tibiale
- Diplocephalus connatus
- Diplocephalus crassilobus
- Diplocephalus cristatus
- Diplocephalus latifrons
- Diplocephalus picinus
- Diplostyla concolor
- Dismodicus bifrons
- Dismodicus elevatus
- Donacochara speciosa
- Drapetisca socialis
- Entelecara acuminata
- Entelecara congenera
- Entelecara flavipes
- Erigone atra
- Erigone dentipalpis
- Erigonoplus foveatus
- Erigonoplus globipes
- Fageiella ensigera
- Fageiella patellata
- Floronia bucculenta
- Formiphantes lephthyphantiformis
- Frontinellina frutetorum
- Glyphesis taoplesius
- Gnathonarium dentatum
- Gonatium orientale
- Gonatium paradoxum
- Gonatium rubellum
- Gongylidiellum murcidum
- Gongylidium rufipes
- Helophora insignis
- Hylyphantes nigritus
- Hypomma bituberculatum
- Hypomma cornutum
- Improphantes nitidus
- Incestophantes annulatus
- Incestophantes crucifer
- Ipa keyserlingi
- Kaestneria dorsalis
- Labulla thoracica
- Lepthyphantes centromeroides
- Lepthyphantes leprosus
- Lepthyphantes notabilis
- Linyphia hortensis
- Linyphia triangularis
- Macrargus rufus
- Mansuphantes mansuetus
- Maso sundevalli
- Mecopisthes peusi
- Mecynargus longus
- Megalepthyphantes collinus
- Mermessus trilobatus
- Metopobactrus ascitus
- Metopobactrus prominulus
- Micrargus apertus
- Micrargus herbigradus
- Micrargus subaequalis
- Microctenonyx subitaneus
- Microlinyphia impigra
- Microlinyphia pusilla
- Microneta viaria
- Minicia marginella
- Moebelia penicillata
- Mughiphantes mughi
- Nematogmus sanguinolentus
- Neriene clathrata
- Neriene emphana
- Neriene montana
- Neriene peltata
- Neriene radiata
- Notioscopus sarcinatus
- Obscuriphantes obscurus
- Oedothorax agrestis
- Oedothorax apicatus
- Oedothorax fuscus
- Oedothorax gibbosus
- Oedothorax retusus
- Ostearius melanopygius
- Palliduphantes alutacius
- Palliduphantes istrianus
- Palliduphantes pallidus
- Palliduphantes pillichi
- Palliduphantes spelaeorum
- Palliduphantes trnovensis
- Panamomops affinis
- Panamomops mengei
- Parapelecopsis nemoralis
- Pelecopsis elongata
- Pelecopsis loksai
- Pelecopsis parallela
- Pelecopsis radicicola
- Pityohyphantes phrygianus
- Pocadicnemis juncea
- Pocadicnemis pumila
- Porrhomma campbelli
- Porrhomma convexum
- Porrhomma microphthalmum
- Porrhomma microps
- Porrhomma oblitum
- Porrhomma profundum
- Porrhomma pygmaeum
- Prinerigone vagans
- Saaristoa firma
- Saloca diceros
- Sauron rayi
- Scotargus pilosus
- Sintula spiniger
- Staveleya pusilla
- Stemonyphantes lineatus
- Styloctetor compar
- Styloctetor romanus
- Syedra apetlonensis
- Syedra gracilis
- Tallusia experta
- Tallusia vindobonensis
- Tapinocyba insecta
- Tapinocyba pallens
- Tenuiphantes alacris
- Tenuiphantes cristatus
- Tenuiphantes flavipes
- Tenuiphantes floriana
- Tenuiphantes mengei
- Tenuiphantes tenebricola
- Tenuiphantes tenuis
- Tenuiphantes zimmermanni
- Thyreosthenius parasiticus
- Tiso vagans
- Trematocephalus cristatus
- Trichoncoides piscator
- Trichoncus affinis
- Trichoncus hackmani
- Trichoncus saxicola
- Trichopterna cito
- Troglohyphantes lesserti
- Troglohyphantes troglodytes
- Troxochrus scabriculus
- Walckenaeria acuminata
- Walckenaeria alticeps
- Walckenaeria antica
- Walckenaeria atrotibialis
- Walckenaeria corniculans
- Walckenaeria cucullata
- Walckenaeria furcillata
- Walckenaeria mitrata
- Walckenaeria nudipalpis
- Walckenaeria simplex
- Walckenaeria vigilax

### Phonognathidae
Z Serbii wykazano:
- Leviellus kochi
- Leviellus stroemi
- Leviellus thorelli
- Zygiella atrica
- Zygiella keyserlingi
- Zygiella montana
- Zygiella x-notata – liścianek sektornik

### Phrurolithidae
Z Serbii wykazano:
- Phrurolithus festivus
- Phrurolithus minimus
- Phrurolithus szilyi

### Podkamieniakowate(Titanoecidae)
Z Serbii wykazano:
- Titanoeca schineri
- Titanoeca spominima
- Titanoeca tristis
- Titanoeca veteranica

### Pogońcowate(Lycosidae)
Z Serbii wykazano:

- Alopecosa aculeata
- Alopecosa albofasciata
- Alopecosa barbipes
- Alopecosa cuneata
- Alopecosa cursor
- Alopecosa fabrilis
- Alopecosa farinosa
- Alopecosa inquilina
- Alopecosa mariae
- Alopecosa pentheri
- Alopecosa pinetorum
- Alopecosa pulverulenta
- Alopecosa solitaria
- Alopecosa striatipes
- Alopecosa sulzeri
- Alopecosa trabalis
- Arctosa cinerea
- Arctosa figurata
- Arctosa leopardus
- Arctosa lutetiana
- Arctosa maculata
- Arctosa perita
- Arctosa stigmosa
- Arctosa variana
- Aulonia albimana
- Geolycosa vultuosa
- Hogna radiata
- Lycosa singoriensis
- Pardosa agrestis
- Pardosa agricola
- Pardosa alacris
- Pardosa albatula
- Pardosa amentata
- Pardosa bifasciata
- Pardosa blanda
- Pardosa cincta
- Pardosa ferruginea
- Pardosa fulvipes
- Pardosa hortensis
- Pardosa lugubris
- Pardosa maisa
- Pardosa mixta
- Pardosa monticola
- Pardosa morosa
- Pardosa nebulosa
- Pardosa paludicola
- Pardosa palustris
- Pardosa prativaga
- Pardosa profuga
- Pardosa proxima
- Pardosa pullata
- Pardosa riparia
- Pardosa saltuaria
- Pardosa sordidata
- Pardosa vittata
- Pardosa wagleri
- Pirata piraticus
- Pirata piscatorius
- Pirata tenuitarsis
- Piratula hygrophila
- Piratula knorri
- Piratula latitans
- Trochosa hispanica
- Trochosa robusta
- Trochosa ruricola
- Trochosa spinipalpis
- Trochosa terricola
- Xerolycosa miniata
- Xerolycosa nemoralis

### Poskoczowate(Eresidae)
Z Serbii wykazano:
- Eresus kollari – poskocz krasny
- Eresus moravicus

### Rozsnuwaczowate(Scytodidae)
Z Serbii wykazano:
- Scytodes thoracica

### Sidliszowate(Amaurobiidae)
Z Serbii wykazano:
- Amaurobius erberi
- Amaurobius fenestralis
- Amaurobius ferox
- Amaurobius pallidus

### Skakunowate(Salticidae)
Z Serbii wykazano:

- Aelurillus simplex
- Aelurillus v-insignitus
- Asianellus festivus
- Attulus caricis
- Attulus distinguendus
- Attulus dzieduszyckii
- Attulus floricola
- Attulus penicillatus
- Attulus pubescens
- Attulus rupicola
- Attulus zimmermanni
- Ballus chalybeius
- Carrhotus xanthogramma
- Dendryphantes hastatus
- Dendryphantes rudis
- Euophrys frontalis
- Euophrys rufibarbis
- Evarcha arcuata
- Evarcha falcata
- Evarcha jucunda
- Evarcha laetabunda
- Heliophanus aeneus
- Heliophanus auratus
- Heliophanus cupreus
- Heliophanus dubius
- Heliophanus flavipes
- Heliophanus kochii
- Heliophanus lineiventris
- Heliophanus patagiatus
- Heliophanus tribulosus
- Icius hamatus
- Icius subinermis
- Leptorchestes berolinensis
- Macaroeris nidicolens
- Marpissa muscosa
- Marpissa nivoyi
- Marpissa pomatia
- Marpissa radiata
- Mendoza canestrinii
- Myrmarachne formicaria
- Neon levis
- Neon rayi
- Neon reticulatus
- Pellenes nigrociliatus
- Pellenes seriatus
- Pellenes tripunctatus
- Philaeus chrysops
- Phintella castriesiana
- Phlegra fasciata
- Pseudeuophrys erratica
- Pseudeuophrys lanigera
- Pseudeuophrys obsoleta
- Pseudeuophrys vafra
- Pseudicius encarpatus
- Pseudomogrus vittatus
- Saitis barbipes
- Salticus cingulatus
- Salticus mutabilis
- Salticus scenicus
- Salticus zebraneus
- Sibianor aurocinctus
- Sibianor tantulus
- Sittisax saxicola
- Synageles hilarulus
- Synageles venator
- Talavera aequipes
- Talavera aperta
- Yllenus arenarius

### Spachaczowate(Sparassidae)
Z Serbii wykazano:
- Micrommata virescens – spachacz zielonawy
- Olios argelasius

### Ślizgunowate(Philodromidae)
Z Serbii wykazano:

- Philodromus albidus
- Philodromus aureolus
- Philodromus buxi
- Philodromus cespitum
- Philodromus collinus
- Philodromus dispar
- Philodromus emarginatus
- Philodromus fuscolimbatus
- Philodromus fuscomarginatus
- Philodromus laricium
- Philodromus longipalpis
- Philodromus margaritatus
- Philodromus marmoratus
- Philodromus poecilus
- Philodromus praedatus
- Philodromus rufus
- Pulchellodromus ruficapillus
- Rhysodromus histrio
- Thanatus arenarius
- Thanatus atratus
- Thanatus formicinus
- Thanatus pictus
- Thanatus sabulosus
- Thanatus striatus
- Thanatus vulgaris
- Tibellus macellus
- Tibellus maritimus
- Tibellus oblongus

### Śpiesznikowate(Oxyopidae)
Z Serbii wykazano:
- Oxyopes heterophthalmus
- Oxyopes lineatus
- Oxyopes ramosus – śpiesznik rysień

### Tkańcowate(Nesticidae)
Z Serbii wykazano:
- Nesticus cellulanus

### Topikowate(Cybaeidae)
Z Serbii wykazano:
- Cryphoeca silvicola
- Cybaeus angustiarum
- Cybaeus balkanus
- Cybaeus tetricus
- Mastigusa macrophthalma

### Trachelidae
Z Serbii wykazano:
- Cetonana laticeps

### Trawnikowcowate(Miturgidae)
Z Serbii wykazano:
- Zora armillata
- Zora nemoralis – trawnikowiec tropiciel
- Zora parallela
- Zora pardalis
- Zora spinimana – trawnikowiec pospolity

### Ukośnikowate(Thomisidae)
Z Serbii wykazano:

- Bassaniodes bliteus
- Bassaniodes bufo
- Bassaniodes graecus
- Bassaniodes robustus
- Cozyptila blackwalli
- Diaea dorsata
- Diaea livens
- Ebrechtella tricuspidata
- Heriaeus graminicola
- Heriaeus hirtus
- Heriaeus oblongus
- Misumena vatia
- Ozyptila atomaria
- Ozyptila brevipes
- Ozyptila claveata
- Ozyptila praticola
- Ozyptila rauda
- Ozyptila scabricula
- Ozyptila simplex
- Ozyptila trux
- Pistius truncatus
- Psammitis ninnii
- Psammitis sabulosus
- Runcinia grammica
- Spiracme mongolica
- Spiracme striatipes
- Synema globosum
- Thomisus onustus
- Tmarus piger
- Tmarus stellio
- Xysticus acerbus
- Xysticus audax
- Xysticus bifasciatus
- Xysticus cristatus
- Xysticus desidiosus
- Xysticus erraticus
- Xysticus ferrugineus
- Xysticus kempeleni
- Xysticus kochi
- Xysticus lanio
- Xysticus lineatus
- Xysticus luctator
- Xysticus luctuosus
- Xysticus marmoratus
- Xysticus ulmi

### Worczakowate(Gnaphosidae)
Z Serbii wykazano:

- Aphantaulax cincta
- Aphantaulax trifasciata
- Berlandina cinerea
- Callilepis nocturna
- Callilepis schuszteri
- Civizelotes caucasius
- Civizelotes pygmaeus
- Drassodes lapidosus
- Drassodes lutescens
- Drassodes montenegrinus
- Drassodes pubescens
- Drassodes striatus
- Drassodes villosus
- Drassodex hypocrita
- Drassyllus lutetianus
- Drassyllus praeficus
- Drassyllus pumilus
- Drassyllus pusillus
- Drassyllus villicus
- Echemus angustifrons
- Gnaphosa bicolor
- Gnaphosa dolosa
- Gnaphosa lucifuga
- Gnaphosa lugubris
- Gnaphosa mongolica
- Gnaphosa montana
- Gnaphosa muscorum
- Gnaphosa occidentalis
- Gnaphosa opaca
- Haplodrassus bohemicus
- Haplodrassus cognatus
- Haplodrassus dalmatensis
- Haplodrassus kulczynskii
- Haplodrassus minor
- Haplodrassus moderatus
- Haplodrassus signifer
- Haplodrassus silvestris
- Haplodrassus umbratilis
- Kishidaia conspicua
- Micaria albovittata
- Micaria dives
- Micaria formicaria
- Micaria fulgens
- Micaria guttulata
- Micaria pulicaria
- Micaria silesiaca
- Micaria sociabilis
- Micaria subopaca
- Nomisia aussereri
- Nomisia exornata
- Phaeocedus braccatus
- Poecilochroa variana
- Pterotricha lentiginosa
- Scotophaeus blackwalli
- Scotophaeus scutulatus
- Sosticus loricatus
- Trachyzelotes pedestris
- Zelotes apricorum
- Zelotes aurantiacus
- Zelotes clivicola
- Zelotes electus
- Zelotes erebeus
- Zelotes exiguus
- Zelotes hermani
- Zelotes latreillei
- Zelotes longipes
- Zelotes mundus
- Zelotes oblongus
- Zelotes petrensis
- Zelotes segrex
- Zelotes similis
- Zelotes subterraneus
- Zelotes tenuis

### Zbrojnikowate(Cheiracanthiidae)
Z Serbii wykazano:
- Cheiracanthium effossum
- Cheiracanthium elegans
- Cheiracanthium erraticum – kolczak trawny
- Cheiracanthium mildei – kolczak śródziemnomorski
- Cheiracanthium oncognathum
- Cheiracanthium pelasgicum
- Cheiracanthium punctorium – kolczak zbrojny
- Cheiracanthium virescens